# Lettre recommandée
 (avril 2018).
Une lettre recommandée  est une forme particulière d'expédition postale à laquelle sont associés des services supplémentaires parmi lesquels et obligatoirement, la délivrance d'un récépissé à l'expéditeur prouvant le dépôt et la remise contre signatures. Ce récépissé ne doit pas être confondu avec l'accusé de réception qui, lui, est facultatif et certifie que le courrier a été reçu par le destinataire.

## Lettre sous enveloppe
En théorie, il suffit de bien plier la lettre, de ne pas la glisser dans une enveloppe, et de la présenter telle quelle au bureau de poste pour l'expédition. En pratique, bien des gens la glissent dans une enveloppe et c'est celle-ci qui est cachetée, sans que l'on puisse prouver que l'enveloppe est fourrée ou vide, ce qui permet la contestation quant à la réception réelle de la missive.
Pour parer le problème, on trouve dans le commerce (en Belgique par exemple) des enveloppes comportant sur leur face avant une ouverture rectangulaire (+/- 1 cm x 3) ; le guichetier de la poste tamponnant l'enveloppe à cet endroit, le cachet se retrouve partiellement sur les bords de l'ouverture et partiellement sur le document glissé dans l'enveloppe, ce qui évite toute contestation possible : si l'enveloppe était vide, une partie du cachet se retrouverait automatiquement sur la face interne arrière de l'enveloppe. À défaut de trouver ce type d'enveloppe en papeterie, il suffit de pratiquer soi-même l'ouverture dans l'enveloppe.

## Fonctionnement par pays

### En France
Tout envoi recommandé par La Poste offre les services suivants :
- une preuve de dépôt attestant la date de dépôt ;
- une remise contre signature qui apporte une preuve de présentation et de distribution ;
- une indemnisation forfaitaire en cas de perte ou avarie survenue lors de la prestation ;
- un service de suivi, pour les envois à destination de la France métropolitaine, des DOM, de Monaco, Saint-Martin, Saint-Barthélemy, Saint-Pierre-et-Miquelon, à condition d’utiliser les supports de recommandation correspondants[2].

Par contre, un envoi en recommandé n'est pas :
- une preuve de présentation d'un pli ; en effet, par exemple, dans une copropriété ou une résidence avec gardien, rien ne prouve que l'avis de passage a été remis au destinataire. Il est très fréquent que les avis de passage s'égarent, soient remis à une autre personne, ou ne le soient pas intentionnellement, ce que le destinataire n'a aucun moyen de savoir. Ainsi un bailleur ne peut opposer à son locateur qu'il n'a pas retiré un recommandé (loi no 89 – 462 du 6 juillet 1989) ;
- une preuve de réception d'un document ; en effet, quand bien même un pli est retiré par son destinataire, celui-ci peut être vide, ne contenir aucun document ou bien contenir un document différent de celui prétendu.

Seules les remises contre signature du pli ou le dépôt par huissier peuvent avoir une valeur légale indiscutée : le courrier recommandé protège le destinataire qui peut montrer, ou non, ce qu'il a reçu, mais pas l'expéditeur.

### En Suisse
En Suisse, la lettre recommandée est un service postal permettant à l'expéditeur d'un courrier de recevoir la preuve de sa bonne réception, signée par le récipiendaire.

## Alternative: lettre remise en main propre contre décharge
Outre l'envoi d'un courrier recommandé par la Poste (ou la remise du pli par commissaire de justice) il est souvent possible de remettre une lettre en main propre contre décharge, c'est-à-dire une simple signature. La lettre est alors réalisée en deux exemplaires dont l'un est conservé par le destinataire en échange d'une signature sur le second, celui-ci étant conservé comme preuve de remise par celui qui apporte la lettre. Le destinataire n'a aucune mention à apposer en dehors de la date et du lieu : tout comme pour une lettre recommandée, sa signature n'indique en rien son accord sur le contenu ni même sa lecture effective.
L'avantage est l'assurance qu'il s'agit bien du texte évoqué tandis qu'une enveloppe envoyée en recommandé avec avis de réception peut être vide ou contenir autre chose. S'y ajoute l'immédiateté, la simplicité, la gratuité, l'absence de limite aux jours ouvrables, etc. ; l'expéditeur comme le destinataire n'ont jamais besoin de se rendre au bureau de Poste.
L'inconvénient est que le destinataire a parfois du mal à comprendre que sa signature apposée sur un texte n'est pas une preuve de sa lecture, de sa compréhension ou son approbation mais juste une preuve de remise : il n'y a jamais de mention comme « Lu et approuvé ». En cas de refus de signer, il n'y a pas de preuve et il reste alors les autres modes de remise, qui peuvent tout autant être refusés mais cette fois avec preuve officielle.

## La lettre recommandée électronique
La lettre recommandée électronique est un mode d’envoi de courrier recommandé qui permet au destinataire de réceptionner son courrier dans une boîte de messagerie plutôt que dans sa boîte aux lettres. Tout comme pour un recommandé papier, le destinataire a le choix d'accepter ou de refuser le recommandé.
Plusieurs sociétés proposent aujourd'hui une alternative reconnue juridiquement par l’État. À l'aide d'un système d'horodatages et de garanties d'identification, les envois recommandés électroniques acheminés ont une valeur probante devant un tribunal.
La lettre recommandée électronique est entrée en vigueur en février 2011. Elle est aujourd’hui encadrée par le règlement européen eIDAS et par l’article L.100 du Code des Postes et des Communications Électroniques. À compter du 1er janvier 2019, les prestataires d’envoi de lettres recommandées électroniques devront être titulaires d’une qualification eIDAS délivrée en France par l’Agence nationale de la sécurité des systèmes d’information. Cette qualification est à renouveler tous les deux ans en déposant un dossier de renouvellement auprès de l'ANSSI. 
Il s’agit d’un envoi bénéficiant d‘une présomption de fiabilité et seul un prestataire de service de confiance qualifié peut acheminer une LRE eIDAS qualifiée. Ces prestataires de confiance sont répertoriés sur la liste de la commission européenne et sont aujourd'hui au nombre de sept : AR24 (Groupe La Poste), CLEARBUS, DARVA, DOCUMENT CHANNEL, Equisign et TESSI DOCUMENTS SERVICES. La qualification eIDAS étant à renouveler tous les deux ans, il est possible qu'un prestataire perde cette qualification si l'ANSSI considère que certains critères de qualification ne sont plus respecté. Il est également possible que certains prestataires opérant sur le marché du recommandé électronique n'aient pas la qualification eIDAS, dans ce cas là, leur recommandé électronique n'a pas la même valeur légale qu'un recommandé papier.

## La lettre recommandée en ligne
La lettre recommandée en ligne est un service proposé par La Poste depuis le mai 2016, elle offre un gain de temps énorme aux consommateurs en proposant une offre entièrement numérique. Elle propose exactement la même valeur juridique que son équivalente physique, une preuve de distribution du courrier grâce à un A/R et toujours une indemnisation au taux R1 en cas de perte et de détérioration du courrier. 
La Poste à ouvert ce marché aux opérateurs privées depuis 2018 grave à la filiale Docapost du groupe La Poste. 
Ces opérateurs privées proposent des services complémentaires comme les coffres-forts virtuels, l'archivage illimité, et les réductions tarifaires sur le volume. On connait déjà AR24 (Groupe La Poste), Envoi Courrier, Lettre recommandée et Service Postal qui sont leaders du marché. 